# 中国航空研究院
中国航空研究院，位于北京市，是2016年整合成立的航空研究机构，隶属中国航空工业集团公司（简称“中航工业”）。

## 简介
中国航空研究院创建于1960年，是中国航空工业集团公司所属的航空高科技研发中心，是国家级科研事业单位，是经国家授权可在政府间科技合作框架下开展航空科学技术国际合作的科研事业机构，总部设北京。
中国航空工业集团公司基础技术研究院（简称“中航工业基础院”）是中国航空工业集团公司的直属单位，2010年3月成立，主要承担基础性研究工作。中航高科技发展有限公司（简称“中航高科”）是中航工业2009年10月出资成立的全资子公司。中航工业基础院和中航高科是“一个机构两块牌子”。
中国航空工业经济技术研究院（简称“中航工业经济院”）是经中央机构编制委员会办公室批准，中国航空工业集团公司出资设立的事业单位，是中航工业唯一以咨询及文化创意产业作为主业的板块。2009年7月30日在北京揭牌成立，中航工业总经理林左鸣等领导参加揭牌成立仪式。该院下设有中国航空工业发展研究中心、中国航空报社、中航出版传媒有限责任公司、航空工业档案馆、航空工业档案馆陕南分馆等5家成员单位。
2016年8月29日，中航工业举行中国航空研究院、中航工业基础院、中航工业经济院整合工作会议，中航工业总经理谭瑞松出席并讲话。
2016年10月19日，“中国航空研究院组建大会暨揭牌仪式”在北京举办。中国航空工业集团公司总经理、党组副书记谭瑞松，中国航空工业集团公司副总经理、党组成员吴献东，中国航空工业集团公司副总经理、党组成员、中国航空研究院院长张新国出席并为重组之后的中国航空研究院揭牌。中国科学院院士、中国工程院院士顾诵芬，中国航发及集团部分直属单位和成员单位的领导参加组建大会。大会上宣读了《关于调整中国航空研究院、中航工业基础院、中航工业经济院等单位管理关系的通知》、中国航空研究院领导班子成员的任命文件、中国航空研究院各机构负责人的任命文件。新组建的中国航空研究院是以原来的中国航空研究院作为基础，整合中航工业基础院、中航工业经济院有关单位和业务而成，重点从事“战略性、整体性、前瞻性、基础性、共用性”航空科技研究。